# Ligne Kintetsu Nara
La ligne Kintetsu Nara (近鉄奈良線, Kintetsu Nara-sen) est une ligne ferroviaire du réseau Kintetsu située dans les préfectures d'Osaka et Nara au Japon. Elle relie la gare de Fuse à celle de Kintetsu-Nara.

## Histoire
La ligne a été inaugurée le 30 avril 1914.

## Caractéristiques

### Ligne
- Écartement : 1 435 mm
- Alimentation : 1 500 V par caténaire

### Interconnexion
À Fuse, tous les trains continuent sur la ligne Kintetsu Osaka sur des voies séparées, puis sur la ligne Kintetsu Namba. À Yamato-Saidaiji, certain trains continuent vers la ligne Kintetsu Kyoto.

### Liste des gares

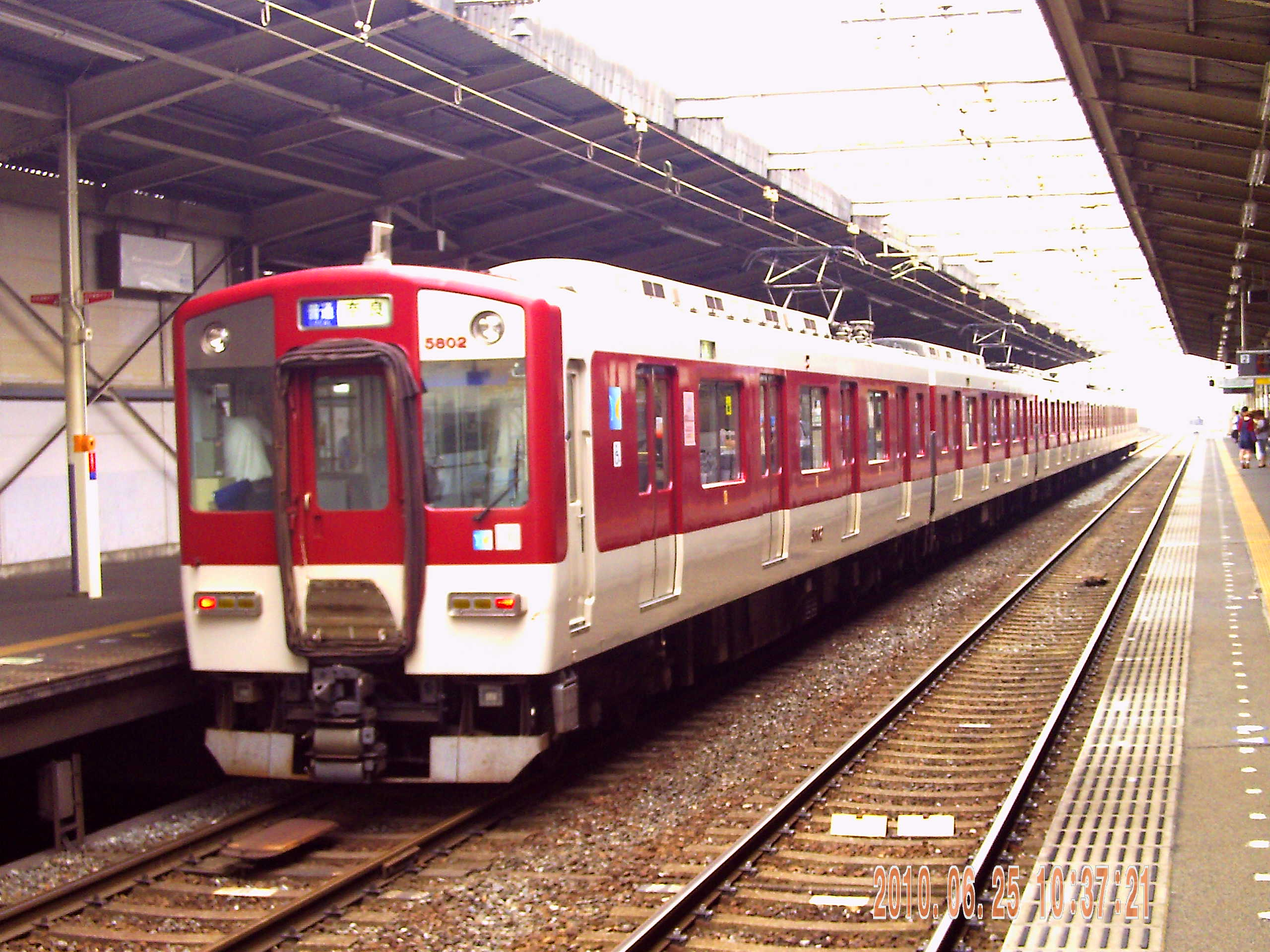
La ligne à Kawachi-Kosaka

La ligne comporte 19 gares numérotées de A06 à A28.
| Numéro | Gare             | Nom japonais | Distance depuis Fuse (km) | Correspondances                               | Localisation | Localisation       |
| ------ | ---------------- | ------------ | ------------------------- | --------------------------------------------- | ------------ | ------------------ |
| A06    | Fuse             | 布施         | 0                         | Kintetsu : Osaka (interconnexion)             | Higashiōsaka | Préfecture d'Osaka |
| A07    | Kawachi-Eiwa     | 河内永和     | 0,8                       | JR West : Osaka Higashi (à JR-Kawachi-Eiwa)   | Higashiōsaka | Préfecture d'Osaka |
| A08    | Kawachi-Kosaka   | 河内小阪     | 1,6                       |                                               | Higashiōsaka | Préfecture d'Osaka |
| A09    | Yaenosato        | 八戸ノ里     | 2,4                       |                                               | Higashiōsaka | Préfecture d'Osaka |
| A10    | Wakae-Iwata      | 若江岩田     | 4,1                       |                                               | Higashiōsaka | Préfecture d'Osaka |
| A11    | Kawachi-Hanazono | 河内花園     | 5,0                       |                                               | Higashiōsaka | Préfecture d'Osaka |
| A12    | Higashi-Hanazono | 東花園       | 5,6                       |                                               | Higashiōsaka | Préfecture d'Osaka |
| A13    | Hyōtan-yama      | 瓢箪山       | 7,0                       |                                               | Higashiōsaka | Préfecture d'Osaka |
| A14    | Hiraoka          | 枚岡         | 8,3                       |                                               | Higashiōsaka | Préfecture d'Osaka |
| A15    | Nukata           | 額田         | 9,0                       |                                               | Higashiōsaka | Préfecture d'Osaka |
| A16    | Ishikiri         | 石切         | 10,1                      |                                               | Higashiōsaka | Préfecture d'Osaka |
| A17    | Ikoma            | 生駒         | 14,2                      | Kintetsu : Keihanna, Ikoma, Funiculaire Ikoma | Ikoma        | Préfecture de Nara |
| A18    | Higashi-Ikoma    | 東生駒       | 15,4                      |                                               | Ikoma        | Préfecture de Nara |
| A19    | Tomio            | 富雄         | 17,7                      |                                               | Nara         | Préfecture de Nara |
| A20    | Gakuen-mae (ja)  | 学園前       | 19,1                      |                                               | Nara         | Préfecture de Nara |
| A21    | Ayameike         | 菖蒲池       | 20,1                      |                                               | Nara         | Préfecture de Nara |
| A26    | Yamato-Saidaiji  | 大和西大寺   | 22,3                      | Kintetsu : Kyoto (interconnexion), Kashihara  | Nara         | Préfecture de Nara |
| A27    | Shin-Ōmiya       | 新大宮       | 25,0                      |                                               | Nara         | Préfecture de Nara |
| A28    | Kintetsu-Nara    | 近鉄奈良     | 26,7                      |                                               | Nara         | Préfecture de Nara |